# Gary Ridgway
Gary Leon Ridgway (født 18. februar 1949) er en amerikansk seriemorder, kendt som ”The Green River Killer”. Ridgway myrdede adskillige kvinder i Washington i 1980'erne og 1990'erne. 1983 var et specielt dødbringende år hvor Ridgway kvalte de fleste af ofrene med sine bare næver, mens enkelte blev kvalt med et stykke snor eller lignende. Han menes også at have deltaget i andre former for uhyrligheder inklusiv tortur, voldtægt, og nekrofili.
Den 30. november 2001 blev han arresteret for mordene på fire kvinder, hvis sager blev knyttet til ham ved hjælp af DNA-beviser, da han forlod Kenworth-fabrikken i Renton, hvor han arbejdede. I november 2003 erkendte han sig skyldig i 48 mord, selv om han sagde, at han faktisk havde dræbt 90 kvinder eller flere, næsten alle prostituerede. Mordene fandt sted i begyndelsen af 1980'erne. Han blev skånet for dødsstraffen, og modtog i stedet en dom på fængsel på livstid uden prøveløsladelse. I december 2010 blev Ridgways 49. bekræftede offer, Becky Marrero, fundet i Auburn, WA, ikke langt fra hvor hun forsvandt i 1982. Ridgway indrømmede også dette mord, en sag der altid havde stået på den officielle Green River-liste. Staten Oregon arbejder på en sag mod Gary Ridgway, i sagen om 13-årige Angela Girdner, der forsvandt i 1983 og blev fundet to år senere i Tualatin, Oregon. Hvis han dømmes for dette mord, risikerer Ridgway dødsstraf i Oregon.

## Barndommen og tidlige liv
Ridgway blev født i Salt Lake City i staten Utah i USA, som søn af Mary Rita Steinman og Thomas Newton Ridgway. Han havde to brødre – George Leon og Thomas Edward. Han voksede op i McMicken Heights-kvarteret i Washington. Hans mor var en voldelig og dominerende kvinde, og var især kontrollerende mod Ridgway. Hun dominerede husstanden, og rådede sine sønner fra at danne relationer med andre. Slægtninge af familien husker, at hun aldrig var tilfreds med sin mand, som hun konstant råbte af. I en alder af 13 tissede Gary Ridgway stadig i sengen, og han havde også udviklet seksuelle følelser for sin mor, ligesom han også følte en slags vrede over for hende. Dette mærkelige forhold havde en stor indvirkning på Ridgways videre udvikling.
Som et barn fik Ridgway sin IQ testet og scorede 82, hvilket betyder en relativ lav intelligens, og hans akademiske præstationer i skolen var så dårlige, at det på et tidspunkt i gymnasiet blev nødvendigt for ham at gentage et enkelt skoleår to gange, for at opnå de kvalifikationer, som var nødvendige for at komme videre. Hans klassekammerater i High School beskrev ham som rar. Hans teenageår var urolige: Da Ridgway var 16, dolkede han sit første offer, en 6-årig dreng, der blev lokket ind i skoven. Drengen overlevede angrebet. Ifølge offeret og Ridgway selv, grinede han og sagde, "Jeg har altid undret mig over, hvordan det ville være at slå nogen ihjel". Han deltog også i andre bekymrende aktiviteter, herunder brandstiftelse og tortur af dyr. Efter sin eksamen fra High School i 1969 blev Ridgway hyret til den amerikanske flåde, og kort tid efter blev han også gift med sin første kone, Claudia Kraig. Mens han var udstationeret i Filippinerne, benyttede han sig meget af prostituerede. Efter han vendte hjem, opdagede han, at Claudia havde haft en affære med en anden mand, og de to blev skilt. Lidt mere end et år efter skilsmissen, blev han gift igen med sin anden kone, Martha Winslow. Efter en hæderlig afsked med søværnet fik han et job på Kenworth. I 1975 fik Ridgway og Winslow en søn ved navn Matthew. Ridgway var ikke glad for at have et barn, og deres ægteskab begyndte at gå i stykker, da han også seksuelt misbrugte hende. Martha forlod ham til sidst, og fik skilsmisse.

## Mord og metoder
Gennem 1980'erne og 1990'erne menes The Green River Killer at have myrdet mindst 48 kvinder i nærheden af byerne Seattle og Tacoma i staten Washington, USA. De fleste af mordene fandt sted i en periode på to og et halvt år i begyndelsen af 1980'erne. De fleste af ofrene var enten prostituerede eller teenagere, der var løbet hjemmefra, og som han samlede op langs motorvejen (Rute 99), og kvalte. De fleste af deres organer blev dumpet i og omkring Green River i Washington, bortset fra to ofre som blev fundet i Portland-området. Deres organer blev ofte efterladt i klynger, sommetider stillet, normalt nøgne, andre ofre blev først fundet i skeletform, og fire ofre er stadig ukendte. Ridgway kastede lejlighedsvis tyggegummi, cigaretter, og skriftlige materialer, der tilhørte andre, på lossepladser, for at forvirre politiet.
Ridgway havde oftest sin søns fotografi i sin tegnebog, som han viste ofrene for at gøre dem mere sårbare for angreb. Nogle gange havde han også noget af sin søns legetøj i sin pickup truck af samme grund. Enkelte mord blev udført et stykke væk fra bilen mens Ridgways søn, Matthew, sov der. Mange mord blev begået i Ridgways soveværelse. Derpå efterlod han dem i klynger, det vil sige to eller flere ofre fundet i samme nærområde, i skovene omkring Seattle. Senere begyndte han at eksperimentere med at grave nogle af ligene ned, formentlig fordi han så ikke kunne vende tilbage for at dyrke sex med dem. En anden særdeles berygtet Seattle-morder, Theodore Robert "Ted" Bundy, delte Ridgways forsmag for nekrofili.

## Anholdelse i 80'érne og endelig pågribelse
Ridgway blev arresteret i 1982 og 2001 for udgifter i forbindelse med prostitution. Han blev mistænkt i 1983. I 1984 bestod Ridway en løgnedetektor test, og den 7. april 1987, fandt politiet hår og spyt prøver. Disse blev senere underkastet en dna-analyse, som gav bevis til hans arrestordre.
Den 30. november 2001, var Ridgway på Kenworth, da politiet kom for at arrestere ham. Ridgway blev anholdt, mistænkt for mord på fire mennesker. DNA-beviser knyttede ham endegyldigt til ofrene. De fire ofre, der var nævnt i det oprindelige anklageskrift var: Marcia Chapman, Opal Mills, Cynthia Hinds og Carol Ann Christensen. Tre yderligere ofre, Wendy Coffield, Debra Bonner og Debra Estes, blev tilføjet til anklageskriftet efter at et retsmedicinske laboratorium fandt mikroskopiske malingspartikler, der kunne stamme fra Ridgways arbejde på Kenworth.
Venner og familie, der blev afhørt om Ridgway efter hans arrestation, beskrev ham som venlig men mærkelig. Han var besat af pornografi og havde dårligt fungerende relationer til kvinder. En anden nyhed var, at der muligvis var blevet indgået en aftale imellem Ridgway og anklagemyndigheden om, at han ville blive skånet for dødsstraf til gengæld for en række tilståelser for en række af Green River mordene.

## Retssag og aftale
Den 5. november 2003 erkendte Ridgway sig skyldig i 48 anklager for mord, som et led i en aftale imellem ham og retten, da dette ville spare ham for henrettelsen i bytte for hans samarbejde med, at finde resterne af hans ofre og andre detaljer. I sin erklæring forklarede Ridway, at alle hans ofre var blevet dræbt indenfor Washington, og at han havde transporteret og dumpet resterne af de to kvinder nær Portland for at forvirre politiet.
Ridgway førte myndighederne til yderligere tre mordofre i 2003. Den 16 august samme år, fandt man resterne af en 16-årig kvinde i nærheden af Enumclaw, Washington, 12 meter fra 'State Rute 410', som man også mente var et ofre for den notoriske Green River Killer. Resterne af Marie Malvar og April Buttram blev fundet i september. Den 23. november, 2005 rapporterede en nyhedskilde, at man havde fundet et kranie af en af de 48 kvinder, Ridgway indrømmede at have myrdet. Kraniet tilhørte Tracy Winston, der var 19, da hun forsvandt den 12. september 1983. Det blev fundet af en mand, der var på vandretur i et skovområde nær Highway 18 nær Issaquah, sydøst for Seattle.
Ridgway tilstod flere mord, end nogen anden amerikansk seriemorder har gjort før. Over en periode på fem måneder tilstod han 48 mord, hvoraf 42 af dem, som var på politiets liste over sandsynlige Green River Killer ofre. Den 9. februar 2004, begyndte man at frigive videobånd af Ridgway's tilståelser. I et af interviewene fortalte han efterforskere, at han i første omgang var ansvarlig for 65 dødsfald, men i et andet interview fra 31. december 2003 hævdede Rigway, at han havde myrdet 71 ofre, og tilstod at have haft sex med dem, før han dræbte dem, en detalje, som han ikke havde afsløret tidligere. Han tilstod, at han havde sex med ligene efter, at han myrdede dem.
Ridgway fortalte også at han tilmed forsøgte at gøre sine ofre komfortable, før han begik mord. I en senere erklæring sagde Ridgway, at myrde unge kvinder var hans "karriere". Ridgway er fængslet i Washington Statsfængsel i Walla Walla, Washington.

## Ofrene
| #  | Navn                                            | Alder | Forsvundet                  | Fundet                                           |
| 1  | Wendy Lee Coffield                              | 16    | 8. juli 1982                | 15. juli 1982                                    |
| 2  | Gisele Ann Lovvorn                              | 17    | 17. juli 1982               | 25. september 1982                               |
| 3  | Debra Lynn Bonner                               | 23    | 25. juli 1982               | 12. august 1982                                  |
| 4  | Marcia Fay Chapman                              | 31    | 1. august 1982              | 15. august 1982                                  |
| 5  | Cynthia Jean Hinds                              | 17    | 11. august 1982             | 15. august 1982                                  |
| 6  | Opal Charmaine Mills                            | 16    | 12. august 1982             | 15. august 1982                                  |
| 7  | Terry Rene Milligan                             | 16    | 29. august 1982             | 1. april 1984                                    |
| 8  | Mary Bridget Meehan                             | 18    | 15. september 1982          | 13. november 1983                                |
| 9  | Debra Lorraine Estes                            | 15    | 20. september 1982          | 30. maj, 1988                                    |
| 10 | Linda Jane Rule                                 | 16    | 26. september 1982          | 31. januar 1983                                  |
| 11 | Denise Darcel Bush                              | 23    | 8. oktober 1982             | 12. juni 1985                                    |
| 12 | Shawnda Leea Summers                            | 16    | 9. oktober 1982             | 11. august 1983                                  |
| 13 | Shirley Marie Sherrill                          | 18    | 20–22. oktober 1982         | 12. juni 1985                                    |
| 14 | Rebecca "Becky" Marrero                         | 20    | 3. december 1982            | 21. december 2010                                |
| 15 | Colleen Renee Brockman                          | 15    | 24. december 1982           | 26. maj 1984                                     |
| 16 | Alma Ann Smith                                  | 18    | 3. marts 1983               | 2. april 1984                                    |
| 17 | Delores LaVerne Williams                        | 17    | 8.–14. marts 1983           | 31. marts 1984                                   |
| 18 | Gail Lynn Mathews                               | 23    | 10. april 1983              | 18. september 1983                               |
| 19 | Andrea M. Childers                              | 19    | 14. april 1983              | 11.oktober 1989                                  |
| 20 | Sandra Kay Gabbert                              | 17    | 17. april 1983              | 1. april 1984                                    |
| 21 | Kimi-Kai Pitsor                                 | 16    | 17. april 1983              | 15. december 1983                                |
| 22 | Marie M. Malvar                                 | 18    | 30. april 1983              | 26. september 2003                               |
| 23 | Carol Ann Christensen                           | 21    | 3. maj 1983                 | 8. maj 1983                                      |
| 24 | Martina Theresa Authorlee                       | 18    | 22. maj 1983                | 14. november 1984                                |
| 25 | Cheryl Lee Wims                                 | 18    | 23. maj 1983                | 22. marts 1984                                   |
| 26 | Yvonne "Shelly" Antosh                          | 19    | 31. maj 1983                | 15. oktober 1983                                 |
| 27 | Carrie Ann Rois                                 | 15    | 31. maj–13. juni 1983       | 10. marts 1985                                   |
| 28 | Constance Elizabeth Naon                        | 19    | 8. juni 1983                | 27. oktober 1983                                 |
| 29 | Kelly Marie Ware                                | 22    | 18. juli 1983               | 29. oktober 1983                                 |
| 30 | Tina Marie Thompson                             | 21    | 25. juli 1983               | 20. april 1984                                   |
| 31 | April Dawn Buttram                              | 16    | 18. august 1983             | 30. august 2003                                  |
| 32 | Debbie May Abernathy                            | 26    | September 5, 1983           | 31. marts 1984                                   |
| 33 | Tracy Ann Winston                               | 19    | 12. september 1983          | 27. marts 1986 (Kroppen) november 2005 (Hovedet) |
| 34 | Maureen Sue Feeney                              | 19    | 28. september 1983          | 2. maj 1986                                      |
| 35 | Mary Sue Bello                                  | 25    | 11. oktober 1983            | 12. oktober 1984                                 |
| 36 | Pammy Annette Avent                             | 15    | 26. oktober 1983            | 16. august 2003                                  |
| 37 | Delise Louise Plager                            | 22    | 30. oktober 1983            | 14. februar 1984                                 |
| 38 | Kimberly L. Nelson                              | 21    | 1. november 1983            | 14. juni 1986                                    |
| 39 | Lisa Yates                                      | 19    | 23. december 1983           | 13. marts 1984                                   |
| 40 | Mary Exzetta West                               | 16    | 6 februar 1984              | 8. september 1985                                |
| 41 | Cindy Anne Smith                                | 17    | 21. marts 1984              | 27. juni 1987                                    |
| 42 | Patricia Michelle Barczak                       | 19    | 17. oktober 1986            | februar 1993                                     |
| 43 | Roberta Joseph Hayes                            | 21    | 7. februar 1987             | 11. september 1991                               |
| 44 | Marta Reeves                                    | 36    | 5. marts 1990               | 20. september 1990                               |
| 45 | Patricia Yellowrobe                             | 38    | januar 1998                 | 6. august 1998                                   |
| 46 | Uidentificeret kvinde                           | 12–17 | før maj 1983                | 21. marts 1984                                   |
| 47 | Uidentificeret kvinde                           | 18–27 | 1982–1984                   | 30 december 1985                                 |
| 48 | Uidentificeret kvinde                           | 14–18 | december 1980 – januar 1984 | 2. januar 1986                                   |
| 49 | Uidentificeret kvinde (Rebecca "Becky" Marrero) | 13–24 | 1973–1993                   | august 2003                                      |